# Complexe correctionnel fédéral d'Allenwood
Federal Correctional Complex, Allenwood
Le complexe correctionnel fédéral d'Allenwood (en anglais : Federal Correctional Complex, Allenwood ou FCC Allenwood) est un complexe pénitentiaire fédéral américain pour détenus de sexe masculin situé en Pennsylvanie. Il est géré par le Bureau fédéral des prisons, une division du département de la Justice des États-Unis.
Le complexe est implanté sur le territoire des townships Gregg (en), dans le comté d'Union, et Brady et Clinton (en) dans le comté de Lycoming. Il tire son nom de la localité d'Allenwood, située dans le comté d'Union.

## Description
Le complexe se compose de trois établissements :
- Institution correctionnelle fédérale d'Allenwood Low (en) (FCI Allenwood Low) : établissement de sécurité minimum
- Institution correctionnelle fédérale d'Allenwood Medium (en) (FCI Allenwood Medium) : établissement de sécurité moyenne
- Pénitencier fédéral d'Allenwood (USP Allenwood) : établissement de haute sécurité

Le complexe correctionnel d'Allenwood est situé à environ 75 milles (120,7 km) au nord d'Harrisburg, la capitale de l'État de Pennsylvanie.

## Détenus notables
- Andrew Auernheimer, hacker plus connu sous le nom de « weev »[6]  sorti le 11 avril 2014
- Carl Andrew Capasso (en), reconnu coupable de fraude fiscale[7],[8] est décédé en 2001 [9]
- James Alex Fields, a perpétré une attaque à la voiture à Charlottesville en 2017 qui a tué une personne et en a blessé 35 ; purgeant une peine à perpétuité
- James Holmes (en), auteur de la fusillade d'Aurora, Colorado en 2012 [10]
- LaMarr Hoyt, joueur de baseball, reconnu coupable de possession de drogue [11]
- Mohammed Jabbateh (en), ancien chef de guerre libérien connu sous le nom de Jungle Jabbah ; reconnu coupable de fraude à l'immigration et de parjure pour avoir menti sur le fait d'être un criminel de guerre pendant la première guerre civile libérienne [12]
- Raymond Lederer (en), membre démocrate de la Chambre des représentants des États-Unis, représentant le 3e district du Congrès de Pennsylvanie de 1977 à 1981. Reconnu coupable de corruption en 1981 après avoir été impliqué dans l'affaire Abscam. Décédé en 2008 à son domicile[13].
- Bruce Pierce, membre suprémaciste blanc de l'Ordre et meurtrier de l'animateur juif de talk-show Alan Berg ; est décédé en prison en 2010 [14]
- Thomas Pitera (en), tueur à gages de la famille criminelle Bonanno ; détenu transféré au pénitencier fédéral de McCreary (en) dans le Kentucky[15] ; actuellement dans le pénitencier fédéral de Big Sandy (en) dans le Kentucky
- John Rigas (en), ancien PDG d'Adelphia Communications Corporation (en); publié le 22 février 2016[16].
- Martin Shkreli, ancien gestionnaire de fonds spéculatifs et PDG de Turing Pharmaceuticals (en) ; reconnu coupable de deux chefs d'accusation de fraude en valeurs mobilières et d'un chef d'accusation de complot en vue de commettre une fraude en valeurs mobilières [17]

## La prison dans l'art et la culture
- La chanson de Gil Scott-Heron intitulée King Alfred Plan (en) et sortie en 1972 fait référence au complexe correctionnel d'Allenwood comme emplacement possible de l'un des camps de concentration mis en place par la CIA pour emprisonner les Afro-Américains afin de réprimer un soulèvement noir, une théorie dérivée du roman de John A. Williams (en) intitulé The Man Who Cried I Am (en) et publié en 1967.